# Empires (Bring Me Men)
Az Empires (Bring Me Men) Lamya ománi énekesnő első kislemeze egyetlen, Learning from Falling című albumáról. 2002-ben jelent meg. A dal szerzője Lamya, producere Nellee Hooper volt, szövege Sam Walter Foss amerikai költő The Coming American („Az eljövendő amerikai”) című versén alapul, melyet a költő Kaliforniának az Egyesült Államokhoz csatolásának 75. évfordulójára írt.
A dal egy remixe listavezető lett az amerikai Billboard Hot Dance Music/Club Play slágerlistán 2002-ben.
A videóklipet Liz Friedlander rendezte.

## Számlista
CD kislemez (Európa)
1. Empires (Bring Me Men) (Radio edit) − 3:42
2. Empires (Bring Me Men) (Sander Kleinenberg Audio Paranoid Mix) − 8:42

CD maxi kislemez (Európa)
1. Empires (Bring Me Men) (Radio edit) − 3:42
2. Empires (Bring Me Men) (Sander Kleinenberg Audio Paranoid Mix) − 8:42
3. Empires (Bring Me Men) (Bent Mix) − 6:59
4. Empires (Bring Me Men) (videóklip) − 3:42

12" kislemez (USA)
1. Empires (Bring Me Men) (Widelife Main Room Tribal Mix) − 9:17
2. Empires (Bring Me Men) (That Kid Chris Remix) − 8:56

12" kislemez (USA)
1. Empires (Bring Me Men) (Sander Kleinenberg Audio Paranoid Club Mix) − 8:36
2. Empires (Bring Me Men) (That Kid Chris Mix) − 8:56
3. Empires (Bring Me Men) (Junior Vasquez "Bring Me Men" Anthem Mix) − 9:59
4. Empires (Bring Me Men) (Illicit Siren Mix) − 8:55